# Gavia fortis
Gavia fortis är en utdöd fågel i familjen lommar inom ordningen lomfåglar. Den beskrevs 1978 utifrån fossila lämningar från pliocen funna i North Carolina, USA.